# れいぞうこのつけのすけ!
『れいぞうこのつけのすけ！』は、2018年10月よりテレビ東京系列『おはスタ』のコーナーアニメとして毎週月曜に放送しているテレビアニメ。2019年4月より火曜放送。
東芝デジタルソリューションズの技術「コエステーション」やコミュニケーションAI「RECAIUS」を使用し、全キャラクターの声を音声合成が担当する。

## 登場キャラクター
つけのすけ
きゅうりの漬物。食卓の主役（オカズスター）になることを夢見ている。
ハクジロー
白菜の漬物。博識そして、地味。
うめこちゃん
梅干し。人気者。
ラッキョ太
ラッキョウ。カレーの時しか出番がないが自信に溢れている。
マヨどん
マヨネーズ。
すみじいさん
脱臭剤。冷蔵庫を見守る存在。
たまごブラザーズ
卵。

## スタッフ
- 原作 - 小学館集英社プロダクション、集英社[1]
- 連載 - 最強ジャンプ（集英社）
- こえ - 東芝デジタルソリューションズ株式会社、coestation、東雲めぐ（第３４〜３７話）
- キャラクターデザイン - 桑波田満
- アニメーション制作・音楽制作 - 小学館ミュージック&デジタル エンタテイメント
- ＣＧディレクター - 三浦武尊（第１〜５４話、第５６〜６５話）→呉錦輝（第５５話）
- ＣＧプロデューサー - 榎本剛士（第１〜３７話、第５５話）→沖田秀樹（第３８〜５４話、第５６〜６５話）
- 音楽 - 坂部剛
- 原案協力・キャラクターデザイン原案 - 小栗かずまた
- プロデューサー - 千代島優
- 協力 - 高知県地産外商公社（第３８話のみ）
- 製作 - がんばれ！つけのすけプロジェクト

## 主題歌
「れいぞうこのつけのすけ！」（日本コロムビア）
うた - ゆいと＆うみ／作詞 - 吉田沙織／作曲・編曲 - 坂部剛

## 各話リスト
2018年
| 話数   | 放送日         |
| ------ | -------------- |
| 第1話  | 2018年 10月1日 |
| 第2話  | 10月8日        |
| 第3話  | 10月15日       |
| 第4話  | 10月22日       |
| 第5話  | 10月29日       |
| 第6話  | 11月5日        |
| 第7話  | 11月12日       |
| 第8話  | 11月19日       |
| 第9話  | 11月26日       |
| 第10話 | 12月3日        |
| 第11話 | 12月10日       |
| 第12話 | 12月17日       |
| 第13話 | 12月24日       |
| 第14話 | 2019年 1月7日  |
| 第15話 | 1月14日        |
| 第16話 | 1月21日        |
| 第17話 | 1月28日        |
| 第18話 | 2月4日         |
| 第19話 | 2月11日        |
| 第20話 | 2月18日        |
| 第21話 | 2月25日        |

- 第17・18話はアニメ『カエル王子といもむしヘンリー』とのコラボ回。

2019年
| 話数   | 総話数 | サブタイトル                    | 脚本         | コンテ     | 演出     | デザイナー                | 放送日        |
| ------ | ------ | ------------------------------- | ------------ | ---------- | -------- | ------------------------- | ------------- |
| 第1話  | 第22話 |                                 |              |            |          |                           | 2019年 4月9日 |
| 第2話  | 第23話 |                                 |              |            |          |                           | 4月16日       |
| 第3話  | 第24話 |                                 |              |            |          |                           | 4月23日       |
| 第4話  | 第25話 |                                 |              |            |          |                           | 4月30日       |
| 第5話  | 第26話 |                                 |              |            |          |                           | 5月7日        |
| 第6話  | 第27話 |                                 |              |            |          |                           | 5月14日       |
| 第7話  | 第28話 |                                 |              |            |          |                           | 5月21日       |
| 第8話  | 第29話 |                                 |              |            |          |                           | 5月28日       |
| 第9話  | 第30話 |                                 |              |            |          |                           | 6月4日        |
| 第10話 | 第31話 |                                 |              |            |          |                           | 6月11日       |
| 第11話 | 第32話 |                                 |              |            |          |                           | 6月18日       |
| 第12話 | 第33話 |                                 |              |            |          |                           | 6月25日       |
| 第13話 | 第34話 | たくあんマン登場！              | 長谷川優     | 横山恵     | 横山恵   | 張浩然、やますげひろみ    | 7月2日        |
| 第14話 | 第35話 |                                 |              |            |          |                           | 7月9日        |
| 第15話 | 第36話 |                                 |              |            |          |                           | 7月16日       |
| 第16話 | 第37話 | 夏の大決戦！！                  | 長谷川優     | 平田貢一   | 平田貢一 | 張浩然、横山恵            | 7月23日       |
| 第17話 | 第38話 | 高知のおみやげ                  | 千代島優     | 赤間祐一   | ？？？   | 金子真由美                | 9月3日        |
| 第18話 | 第39話 |                                 |              |            |          |                           | 9月10日       |
| 第19話 | 第40話 | つけもの刑事（デカ）！          | 千代島優     | 三浦武尊   | ？？？   | 金子真由美                | 9月17日       |
| 第20話 | 第41話 | 怪盗ナッスィー現る              | 千代島優     | 川勝由貴   | ？？？   | 金子真由美                | 9月24日       |
| 第21話 | 第42話 | キャラ弁                        | 千代島優     | 三浦武尊   | ？？？   | 金子真由美                | 10月1日       |
| 第22話 | 第43話 |                                 |              |            | ？？？   |                           | 10月8日       |
| 第23話 | 第44話 |                                 |              |            | ？？？   |                           | 10月15日      |
| 第24話 | 第45話 |                                 |              |            | ？？？   |                           | 10月22日      |
| 第25話 | 第46話 | ブラックつけのすけの逆襲！      | 長谷川優     | 里英樹     | ？？？   | 金子真由美、山森祐一      | 10月29日      |
| 第26話 | 第47話 | つけまギャル ひじき美ちゃん     | 小栗かずまた | 三浦武尊   | ？？？   | 山森祐一                  | 11月5日       |
| 第27話 | 第48話 | つけま万能 ひじき美ちゃん       | 長谷川優     | さとひでき | ？？？   | 山森祐一                  | 11月12日      |
| 第28話 | 第49話 | 一寸先は闇！                    | 千代島優     | 山森祐一   | ？？？   | 金子真由美                | 11月19日      |
| 第29話 | 第50話 | 目指せ！バズり動画              | 永野たかひろ | さとひでき | ？？？   | 桑波田満、さとひでき      | 11月26日      |
| 第30話 | 第51話 |                                 |              |            | ？？？   |                           | 12月3日       |
| 第31話 | 第52話 | 白菜の時代！                    | 永野たかひろ | さとひでき | ？？？   | 山森祐一、金子真由美      | 12月10日      |
| 第32話 | 第53話 | タマゴのおいしい食べ方          | 永野たかひろ | 三浦武尊   | ？？？   | 山森祐一                  | 12月17日      |
| 第33話 | 第54話 | れいぞうこのクリスマス！        | 千代島優     | さとひでき | ？？？   | 山森祐一                  | 12月24日      |
| 第34話 | 第55話 | あけましおめでとうございます！  | 永野たかひろ | 千野小百合 | ？？？   | 桑波田満、呉錦輝 川勝由貴 | 2020年 1月7日 |
| 第35話 | 第56話 | ナイスな筋肉！マヨどん！        | 千代島優     | 三浦武尊   | ？？？   | 山森祐一                  | 1月14日       |
| 第36話 | 第57話 | それいけ！つけものマン          | 千代島優     | さとひでき | ？？？   | 山森祐一                  | 1月21日       |
| 第37話 | 第58話 | 昔話シリーズ その１             | 長谷川優     | 三浦武尊   | ？？？   | 山森祐一                  | 1月28日       |
| 第38話 | 第59話 | 昔話シリーズ その２             | 長谷川優     | さとひでき | ？？？   | 桑波田満                  | 2月4日        |
| 第39話 | 第60話 | 昔話シリーズ その３             | 長谷川優     | 山森祐一   | ？？？   | 桑波田満、さとひでき      | 2月11日       |
| 第40話 | 第61話 | 昔話シリーズ その４             | 長谷川優     | 三浦武尊   | ？？？   | 山森祐一                  | 2月18日       |
| 第41話 | 第62話 | れいぞうこワンぐらんぷり 開催！ | 長谷川優     | さとひでき | ？？？   | 山森祐一、三浦武尊        | 2月25日       |
| 第42話 | 第63話 | 今日は楽しいひなまつり！        | 千代島優     | 山森祐一   | ？？？   | 三浦武尊                  | 3月3日        |
| 第43話 | 第64話 | つけのすけＶＳ揚之助            | 千代島優     | 三浦武尊   | ？？？   | 高橋直人、金子真由美      | 3月10日       |
| 第44話 | 第65話 | つけのすけＶＳ揚之助 その２     | 千代島優     | さとひでき | ？？？   | 高橋直人、金子真由美      | 3月17日       |

- 第13 - 16話はVチューバー・東雲めぐ作『たくあんマン』とのコラボ回[3]。
- 第17話は高知県とのコラボ回。
- 第43・44話は山田揚之助（山田水産のマスコットキャラクター）とのコラボ回[4]。

## 漫画
小栗かずまたによる漫画版が『最強ジャンプ』（集英社）2018年11月号より2020年11月号まで連載された。単行本はジャンプコミックスより全2巻で、第2巻は電子書籍限定で刊行されている。

### 書誌情報
- 小栗かずまた『れいぞうこのつけのすけ!』集英社〈ジャンプコミックス〉、全2巻
  1. 2019年5月2日発売[6][7]、ISBN 978-4-08-881860-3
    - 読切『親切くん』『オレはマジュウ王！』併録。

  2. 2021年2月4日発売[8] - 電子書籍限定。